# 奧莫國家公園
奧莫國家公園是埃塞俄比亞的國家公園之一，位於南方各族州的奧莫河西岸，對岸是馬果國家公園，處於阿迪斯阿貝巴西南約870公里，佔地約4,068平方公里，國家公園的旅客設施短缺。